# Дукис, Карл Янович
Карл Янович Дукис варианты отчества Яковлевич, Иванович (1890–1966) — сотрудник советских органов госбезопасности. 

## Биография
По национальности латыш. Вступил в РКП(б) в 1917 году. 

### В ВЧК-ОГПУ-НКВД
С 1921 года начальник Внутренней тюрьмы ВЧК—ГПУ—ОГПУ и тюремного отдела Административно-организационного управления ОГПУ. Позднее одновременно комендант Бутырской тюрьмы и Суздальского политического изолятора. Среди чекистов был известен особой жестокостью; мог, например, расстрелять заключённого прямо в тюремной камере, мотивируя намеренное убийство «состоянием самообороны». 
Так бывший эсер, видный хозяйственник В. Х. Бруновский, просидевший в камере смертников на Лубянке три года, вспоминал, что в мае 1924 г. он услышал шум, крики и револьверные выстрелы: оказалось, что семеро анархистов  взбунтовались при выводе на расстрел, «оказали бурное сопротивление, и в результате 4 анархиста и 1 бандит были Дукисом самолично расстреляны на площадке лестницы второго этажа, а 14 человек убили в подвале тюрьмы в бане». Несколько недель спустя при обходе камер комендантом один из анархистов ударил Дукиса медным чайником по голове в знак протеста против тюремного режима. В ответ Дукис застрелил и нападавшего, и его сокамерника.
По этому поводу на основании жалобы Некваса была создана комиссия:
В связи с её работой 12 июня 1924 года Феликс Дзержинский писал:

Т. Сольцу
Дорогой товарищ! Дукис — преданнейший делу товарищ. Против комиссии и её состава не возражаю. Но когда вся уголовная шпана устроила концерт на весь квартал, мы дали распоряжение принять все необходимые меры воздействия для прекращения безобразий. Вопрос шёл не о голодовке, а о неслыханном кошачьем концерте. Тюрьма тюрьмой. Расследовать жалобу безусловно нужно, но я Дукиса знаю и спокоен за его судьбу, он преданнейший член партии и не рождённый тюремщик.

Ф. Дзержинский
- С 25 сентября 1931 по 6 ноября 1931 временно исполнял обязанности начальника Соловецких лагерей.
- С 20 ноября 1931 по 3 август 1932 начальник Саровского особого карантинного лагеря ОГПУ. Снят «за непринятие мер к устранению безобразий в лагере»[6].
- С 22 декабря 1934 — 27 июня 1938 — начальник отдела мест заключения УГБ УНКВД по Ленинградской области[7].
- 27 июня 1938 уволен вовсе c исключением с учёта согласно ст. 38 п. «в» (а именно за "невозможностью использования на работе в Главном управлении государственной безопасности")[8].
- 29 июля 1938 арестован. 13 октября 1939 дело прекращено, освобождён[8].
- В 1941—1942 годах возглавлял 3 лаготделение Усольлага, позднее в ИТЛ № 3 строительства ГУШОСДОРа[9].
- С 1943 — подполковник ГБ[9]. Персональный пенсионер союзного значения[10].

Умер в 1966 году, похоронен на Новодевичьем кладбище в Москве (3-й участок).

## Награды
- 28.12.1927 — Орден Красного Знамени[8]
- 1924 — знак "Почётный работник ВЧК-ГПУ (V)"[1].

## Адреса
- Москва, Армянский пер., дом 9, Квартира № 43[11].